# مدلین اونیل
 مدلین اونیل (انگلیسی: Madeline O'Neill) یک تنیس‌باز اهل بریتانیا بود. 